# Episodi di Shameless (serie televisiva 2004) (prima stagione)
La prima stagione della serie televisiva Shameless è stata trasmessa in prima visione assoluta nel Regno Unito da Channel 4 dal 13 gennaio al 24 febbraio 2004. Poi il 23 dicembre dello stesso anno è stato trasmesso uno speciale natalizio che va a inserirsi tra la fine della prima stagione e prima dell'inizio della seconda.
In Italia la stagione è stata trasmessa in prima visione dal canale satellitare Jimmy dal 28 settembre 2005.
| nº | Titolo originale        | Titolo italiano | Prima TV UK      | Prima TV Italia   |
| -- | ----------------------- | --------------- | ---------------- | ----------------- |
| 1  | Meet the Gallaghers     |                 | 13 gennaio 2004  | 28 settembre 2005 |
| 2  | We're Going to the Moon |                 | 20 gennaio 2004  | 5 ottobre 2005    |
| 3  | We're Getting Married   |                 | 27 gennaio 2004  | 12 ottobre 2005   |
| 4  | Abduction               |                 | 3 febbraio 2004  | 19 ottobre 2005   |
| 5  | Affairs                 |                 | 10 febbraio 2004 | 26 ottobre 2005   |
| 6  | Monica Comes Home       |                 | 17 febbraio 2004 | 2 novembre 2005   |
| 7  | Dead                    |                 | 24 febbraio 2004 | 9 novembre 2005   |
| 8  | Christmas in Chatsworth |                 | 23 dicembre 2004 | 16 novembre 2005  |